# Tànatos

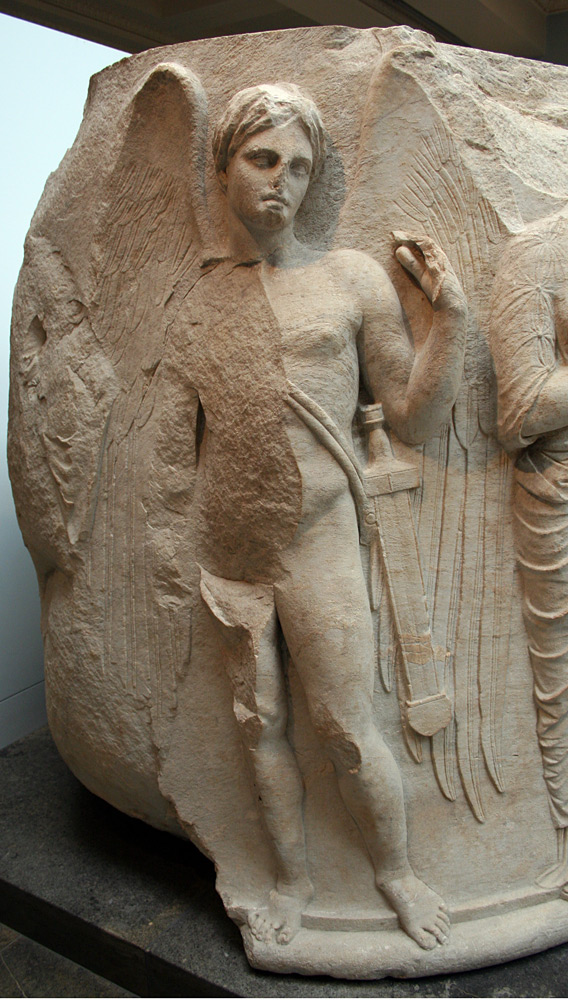
Tànatos.

Tànatos (en grec: Θάνατος), en la mitologia grega, era el geni masculí alat que personificava la mort (equivalent a la Mors romana). Fill de Nix (la Nit) i germà bessó d'Hipnos (el Son). Generalment, és imaginat com un jove proveït d'ales i amb una espasa al costat. Se'l relaciona amb les Moires, que regeixen el destí (el dels humans solament pot acabar en la mort). Va donar nom a una de les forces psíquiques de Freud, segons la seva pulsió de vida i pulsió de mort en oposició a l'instint d'atracció, o Eros.
Homer i Hesíode el van catalogar com a fill de Nix, i bessó d'Himnos, insinuant que tots dos germans discutien cada nit sobre qui s'enduria cada persona, o que Himnos anul·lava cada nit els mortals en un intent d'imitar el seu germà gran. Tot i així, no té un paper gaire important en els mites, el protagonista sens dubte fou Hades.
Tots dos germans, famosos per la rapidesa dels seus actes, van rebre l'encàrrec de Zeus de transportar el cos del seu fill Sarpèdon fins a Lícia, perquè hi pogués rebre la sepultura que mereixia. Zeus havia concedit al seu fill una vida de tres generacions, que va acabar quan Sarpèdon va anar a la Guerra de Troia al capdavant dels licis, i fou mort per Pàtrocle. Aleshores, Zeus demanà a Apol·lo que purifiqués la seva sang en un riu, n'untés el cos amb ambrosia, el vestís com un immortal i fos endut ràpidament a la seva terra, encàrrec que acompliren Tànatos i Himnos.
Tànatos actuava acomplint el destí que les Moires dictaven per a cada mortal. En una ocasió, Admetos va obtenir d'Apol·lo la gràcia que les Moires poguessin acceptar que quan ell estigués a punt de morir, pogués reemplaçar-lo en el seu destí qualsevulla persona que ho acceptés voluntàriament. Quan això va ocórrer, i després de rebre Admetos la negativa dels seus pares, només la seva dona Alcestis va oferir-se a morir per ell. Tanmateix, Hèracles va retenir Tànatos per la força, intentant persuadir-lo que esperés que la jove morís de manera natural. Tànatos rebutjava aquestes estratègies dels déus (i especialment les d'Apol·lo) que interferien en les seves funcions, i després d'aquesta petita derrota, va reclamar el respecte que mereixia i fou fins i tot capaç d'endur-se el mateix Hèracles quan va arribar la seva hora.
Al teatre es va introduir la figura de Tànatos com a personatge, cosa que s'atribueix al poeta tràgic Frínic, en una obra seva, avui perduda, Alcestis. Va ser imitat per Eurípides en una obra seva sobre el mateix tema.